# 島薫
島 薫（しま かおる、1897年〈明治30年〉 - 1977年〈昭和52年〉）は、日本の医師。広島市への原子爆弾投下の爆心地にある島病院初代院長。「広島外科会の父」。

## 来歴
安芸郡中野村（現広島市安芸区中野）出身。1916年（大正6年）旧制広島県立広島中学校（現広島国泰寺高校）卒業。同年度卒に永山忠則・深山静夫らがいる。
旧制大阪医科大学（現大阪大学医学部）へ進学、1924年（大正13年）卒業。岩永仁雄に師事した。その後、ドイツ・アメリカで留学・研修を続けた。
1933年（昭和8年）8月31日、広島市細工町29-2（現中区大手町1丁目5-25）に「島病院」を開院した。当時の開院挨拶状には「廣島郵便局東側に於いて外科病院を經營」「外科一般特に内臟外科の診療に從事」とある。病院を建てる際には、アメリカ留学時代に感銘を受けたセント・メアリーズ病院（現メイヨー・クリニック）の運営方針を範とし、患者が低料金で治療・入院が受けられるように工夫した。島病院は当時としては最新設備を備える大きな病院で、島の持つ高い技術は市民に広く知られていた。当時市中心部では外科の外来が少なかったこともあり、島病院には多くの患者が訪れ、病室はいつもほぼ満室だった。島は医療費の払えない患者も拒まず、お礼にと野菜が届けられたこともあったという。
当時島は広島の外科のリーダー的存在の一人であった。1934年日下部且三・松尾信吉とともに広島外科医会（現広島外科会）を立ち上げた。榊原亨に賛同し、日本臨床外科学会創立運動の中核を担った。
1945年8月5日、島は知人に頼まれ看護婦1人とともに広島県世羅郡甲山町へ出張手術に行っていた。翌8月6日広島市への原子爆弾投下、島病院が爆心地となった。「広島全滅」の報を受けた島はその日の夜に甲山から戻る（入市被爆）が、病院は損壊、のちに患者・看護婦ら約80人は全員死亡していたことがわかる。その後は倒壊を免れた銀行などに泊まりながら、臨時救護所となっていた袋町小学校で負傷者治療に努めた。この間、島病院の焼け跡に（当時安否がわからなかった）病院関係者や患者たちの消息を尋ねる伝言を記し、島自身も探して回ったり、島を訪ねてきた遺族には「誰のものかも分からない骨の代わりに一握りの土を持って帰るよう」伝えたという。
その3年後となる1948年に同地で島病院を再建した。再建後も被爆者医療に尽力した。プレスコードによって原爆症に関する情報は何も知らされないまま、広島の医師たちは手探りで挑んでいった。1950年代初頭原爆乙女が話題となり彼女たちが東京や大阪の病院で手術を受ける中、広島には手術ができる外科医はいないのかという声が大きくなった。この時代も広島外科会の中心人物の一人が島であった。こうした流れの中で医師が団結し1953年広島原爆障害対策協議会（原対協）が発足、のち原爆医療法制定に至った。
また後年には広島信用金庫2代目理事長(1971年-1973年）などを務めている。
1977年死去。享年79。息子が島病院を継いだ。2016年その息子の尽力により国立広島原爆死没者追悼平和祈念館に遺影が登録された。被爆前の病院関係者の集合写真や島が書いた回想録も収蔵されている。